# Mark Spiwak
Mark Sidorowicz Spiwak (ros. Марк Си́дорович Спива́к, ukr. Марк Сидорович Співак, ur. 11 grudnia?/24 grudnia 1902 we wsi Kustołowo w guberni połtawskiej, zm. ?) – radziecki działacz partyjny i państwowy.

## Życiorys
W 1926 skończył rolniczą szkołę zawodową, a 1930 Charkowski Instytut Zootechniczny, od 1930 do października 1934 był starszym zootechnikiem i zastępcą dyrektora sowchozu w obwodzie donieckim, a 1934-1941 dyrektorem sowchozu, kierownikiem sekcji szkoleniowej i wykładowcą w technikum zootechnicznym w obwodzie donieckim/stalińskim. Od 1940 należał do WKP(b), od 1941 kierował rejonowym oddziałem rolnym w obwodzie stalińskim, potem do 1944 był zastępcą kierownika Wydziału Rolnego Komitetu Obwodowego KP(b)U w Stalino (obecnie Donieck), 1944–1947 kierownikiem Wydziału Rolnego Komitetu Obwodowego KP(b)U w Stalino, a od 1947 do czerwca 1949 III sekretarzem Komitetu Obwodowego KP(b)U w Stalino. Od czerwca 1949 do sierpnia 1950 był przewodniczącym Komitetu Wykonawczego Stalińskiej Rady Obwodowej, od sierpnia 1950 do września 1952 I sekretarzem Komitetu Obwodowego KP(b)U w Połtawie, a od 27 września 1952 do 15 marca 1966 członkiem KC KP(b)U/KPU. W latach 1952–1953 był ministrem gospodarki rolnej Ukraińskiej SRR, potem do 18 grudnia 1953 I zastępcą ministra gospodarki rolnej Ukraińskiej SRR, a od 18 grudnia 1953 do kwietnia 1965 ponownie ministrem gospodarki rolnej Ukraińskiej SRR, w kwietniu 1965 przeszedł na emeryturę.